# Jo Martin
Jo Martin (Newham, Londres, 29 de abril de 1969) es una actriz británica. Interpretó a Natalie Crouch en la comedia de BBC One The Crouches, que se emitió entre 2003 y 2005. Se unió al elenco de Holby City en 2019 como el neurocirujano Max McGerry. Martin interpretó una encarnación del Doctor conocido como el Doctor Fugitivo en Doctor Who.

## Filmografía

### Cine
- 1988 : For Queen and Country: Pearl
- 1999 : The Murder of Stephen Lawrence: Cheryl Stoley
- 2000 : The Jolly Boys' Last Stand: Tina
- 2003 : Tra(sgre)dire: Zoe
- 2005 : Batman Begins : Oficial de prisión
- 2007 : Deadmeat : Melanie
- 2010 : 4.3.2.1. : Examinadora del permiso de conducir
- 2010 : Devil's Playground: Mujer asustada en la calle
- 2011 : Chalet Girl: Lexi
- 2015 : Dragonfly : Ruby Thomson
- 2016 : 100 Streets : Marie
- 2018 : Been So Long: Vivienne
- 2019 : Nine Nights : Leonore Haines
- 2019 : Blue Story : la madre de Marco
- 2021 : Two Minutes to Midnight : Ministra de Paz

### Televisión
- 1989-2004 :The Bill: Cindy (3 episodios)
- 1990: Birds of a Feather : Joy (episodio Love on the Run)
- 1991: The Brittas Empire:Mrs Walsh (episodio Bye Bye Baby)
- 1991: Dodgem: Ruth (3 episodios)
- 1994: Desmond's: Mamá enfadada (episodio O Little Town of Peckham)
- 1996: Chef!: Rochelle (2 episodios)
- 1998: Comedy Nation: Varios papeles
- 1998: Comedy Lab: Mai Mary/Alexis Chidonga (episodio Homie & Away)
- 1999: The Murder of Stephen Lawrence: Cheryl Soley
- 2001: Always and Everyone: Paula (1 episodio)
- 2002: Casualty: WDS Bridgeman (2 episodios)
- 2003: Ma Tribu: Enfermera de los 70's (1 episodio)
- 2004: Tunnel of Love: Oficial de educación
- 2003-2005: The Crouches: Natalie Crouch
- 2005: Black Out: Celia Jackson
- 2013: Wizards vs Aliens: Elizabeth Hatcher (épisodio The Thirteenth Floor, Primera parte)
- 2014: EastEnders: Judy Mackintosh (1 episodio)
- 2015: Together : Gillian (2 episodios)
- 2015: Emmerdale: Neurocirujana (1 episodio)
- 2016: Still Open All Hours: Oficinista (1 episodio)
- 2016: Our Ex-Wife: Mediadora de asuntos familiares
- 2016: NW: Marcia
- 2016: Jonathan Creek: Nina (1 episodio)
- 2002-2018: Doctors: varios papeles
- 2002-2020: Casualty: varios papeles
- 2010: Holby City: Max McGerry/Sandra Minster
- 2013: Top Boy: Zoe
- 2018: The Long Song: Hannah
- 2019: Silent Witness: Grace Taylor (doble episodio Lift Up Your Hearts)
- 2019: Fleabag: Pam (1 episodio)
- 2019: Fully Blown: La madre de Gap C (2 episodios)
- 2019-2020: In the Long Run: Yvonne (2 episodios)
- 2019-2021: Back to Life: Janice
- 2020: Liar : Debbie (1 episodio)
- 2020: Small Axe (mini-série): Mrs. Bartholomew (1 episodio)
- 2020-2022: Doctor Who: El Doctor / El Doctor Fugitivo / Ruth Clayton
- 2022: The Flatshare: Pauline